# 董耀中

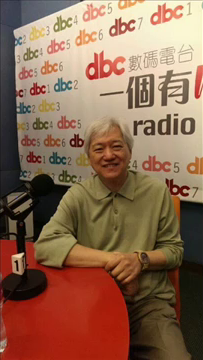

董耀中，香港旅遊業議會前任總幹事。他在1960年畢業於香港真光中學（小學部）。
在2008年香港立法會選舉中，董耀中因9張票之差，敗給謝偉俊，此9張票是總票數的1%。
董耀中已於2017年12月底退休，由陳張樂怡接任，陳太退休後由楊淑芬接任至今。

## 曾參選
- 2008年香港立法會選舉
- 2006年香港選舉委員會界別分組選舉

## 外部參考
- 東方日報 2017年10月11日: 旅議會終放人　阿董平安夜正式榮休

1. ↑  . 華僑日報. 1960-07-12: 13  [2022-02-03]. （原始内容存档于2022-02-04）.